# Парк Юность (Святошинский район)
«Парк Юность» (укр. «Парк Юність») — парк-памятник садово-паркового искусства местного значения, расположенный на территории Святошинского района Киева (Украина). Создан 15 декабря 2011 года. Площадь парка-памятника — 5,94 га, парка культуры и отдыха — 14,2 га. Землепользователь — коммунальные предприятия по содержанию зелёных насаждений Святошинского района. Является местом отдыха горожан.

## История
Парк, который был заложен в 1979 году учениками ближайших школ, получил статус парка-памятника садово-паркового искусства местного значения (общей площадью 5,94 га) по решению исполнительного комитета Киевского горсовета от 15 декабря 2011 года № 851/7087.
В 2015 году была проведена реконструкция парка по обустройству.

## Описание
Парк расположен на правом берегу Днепра в исторической местности Никольская Борщаговка и ограничен проспектом Леся Курбаса, улицами Академика Серкова (до 2008 г. — ул. Владимира Ульянова) и Владимира Покотило (в 1967—2015 гг. — ул. Л. И. Картвелишвили). В парке есть несколько детских площадок, летний кинотеатр «Кристалл» (заброшенный), церковь Святого Спиридона Тримифунтского и объемно-пространственная композиция «Молодежь» (2014).

## Природа
В 2015 году в парке обустроили два лабиринта (для взрослых и детей) типа садовых — из высаженных по соответствующим схемам кустарников.